# Glina (companie)
Glina este o companie producătoare de preparate și conserve din carne din România.
A fost înființată în anul 1970, prin preluarea patrimoniului Întreprinderii de Preparate și Conserve din Carne Tocată București.
Compania este deținută în proporție de 97,59% de firma Sima Prod, controlată de Murad Ahmed, cetățean român de origine libaneză.
Cifra de afaceri în 2008: 62,6 milioane lei (17 milioane euro)